# パリ動物園
パリ動物園（仏: Parc zoologique de Paris）は、フランスのパリ12区にある動物園。別名ヴァンセンヌの森動物園。もしくはヴァンセンヌ動物園とも。

## 概要
本動物園は1934年6月2日に開園。国立自然史博物館の一部で、ヨーロッパ動物園・水族館協会（EAZA）に加盟している。2008年11月30日から2014年4月11日まで大規模改修工事のため一時閉園していた。現在は約100種、1500頭が生息している。